# Observatorio Astronómico de Lisboa

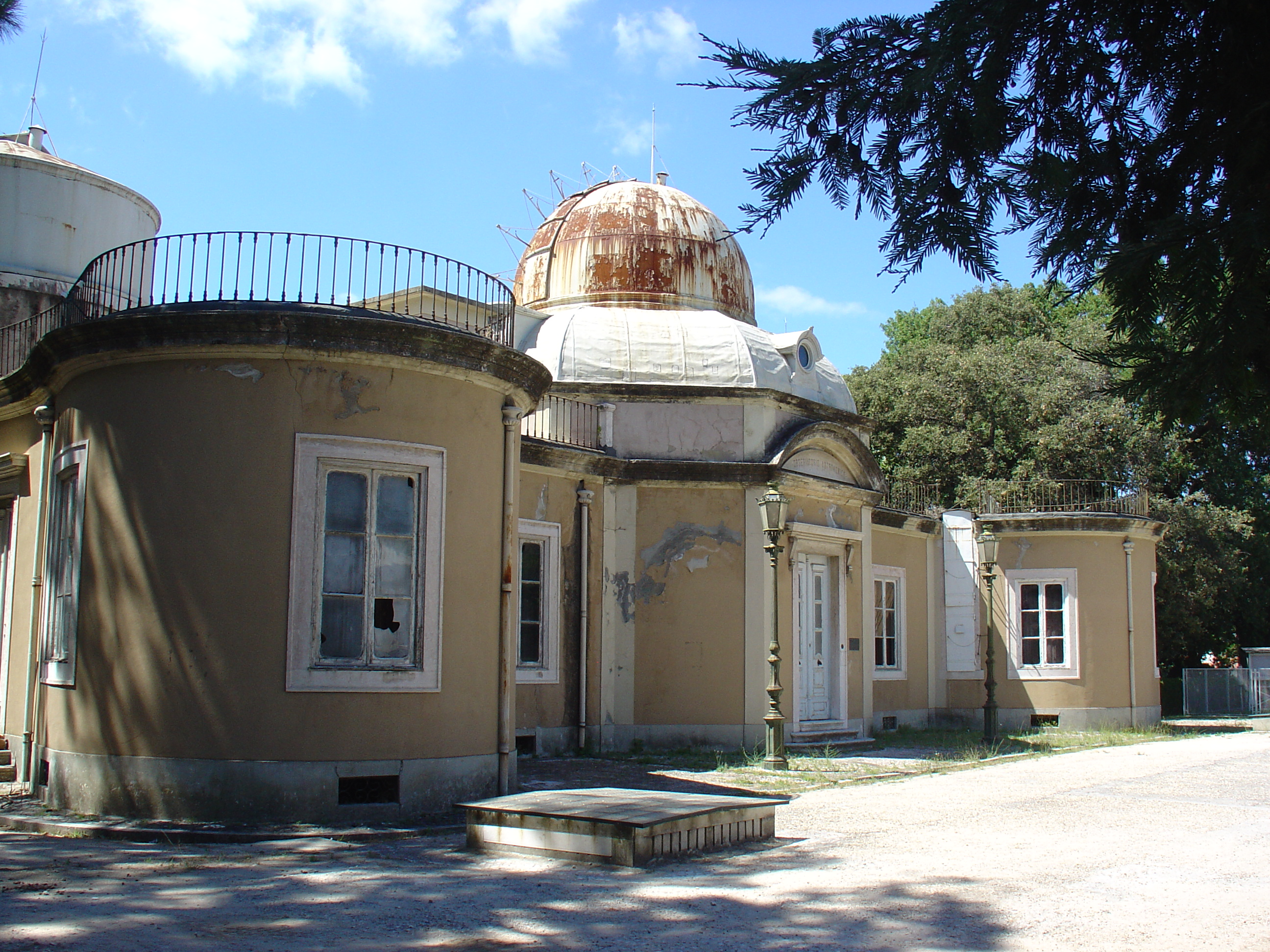
Antiguo observatorio del en el Jardim Botânico, Rua da Escola Politécnica, 58

El Observatorio Astronómico de Lisboa es una institución de carácter científico que alcanzó fama internacional durante los siglos XIX y XX por su actividad destacada en astrometría. En la actualidad los trabajos que se realizan incluyen investigación científica e histórica, conservación del patrimonio y diversas actividades divulgativas orientadas al público. El edificio fue diseñado por el arquitecto francés Jean Colson, finalizándose en 1867. Se encuentra en la zona natural de Tapada da Ajuda, situada en el barrio de Alcántara de la ciudad de Lisboa. La institución pasó a depender de la Universidad de Lisboa en 1992 y fue incorporada en la Facultad de Ciencias de la Universidad de Lisboa en 1995. 

## Historia
El Observatorio Astronómico de Lisboa mandó construirse mediante la Ley de Carta del 6 de mayo de 1878, y nació fruto de una agria polémica entre el director del Observatorio de París, Hervé Faye, y el astrónomo Peters del Observatorio de Pulkovo, en Rusia. El Observatorio fue, sin duda, el reflejo de un fuerte deseo de tener una institución de prestigio así como un referente en la cultura portuguesa. La fundación se originó a mediados del siglo XIX con el objetivo de promover la nueva Astronomía Sideral, el descubrimiento y la comprensión del Cosmos infinito y la preocupación por elaborar un mapa preciso del cielo y medir el tamaño del Universo. Fue entonces cuando se sugirió que se llevasen a cabo observaciones en Lisboa, pues en aquella época era el único lugar del continente europeo donde era posible realizar observaciones de la estrella de referencia de Argelander usando un telescopio refractor con montura altazimutal. Para dicha tarea, era necesario construir un nuevo observatorio donde se pudiera instalar el equipo adecuado. Y esto se hizo realidad en Lisboa gracias al apoyo del rey Pedro V y otras personalidades de la vida política entonces.
El edificio, inspirado en el Observatorio de Pulkovo en Rusia, fue diseñado por el arquitecto francés Jean Colson, por aquel entonces uno de los más distinguidos arquitectos extranjeros residentes en Lisboa. Wilhelm Struve, director de Pulkovo y famoso astrónomo, ofreció sus servicios al gobierno portugués y fue nombrado asesor principal, por lo que desempeñó un papel muy importante tanto en la elección del equipo como en la preparación del astrónomo Frederico Augusto Oom, cuya formación duró aproximadamente 5 años. Este teniente e ingeniero hidrográfico de la Marina se convirtió en el primer director del Real Observatorio Astronómico de Lisboa, y también fue muy importante en todo el proceso de creación del edificio. Abandonó el proyecto tras conseguir el apoyo financiero y compromiso del Rey Pedro V, quien mandó comenzar su construcción el 11 de marzo de 1861, ya en tiempos del Rey Luis I. Éste también contribuyó con fondos retirados de su retribución personal, finalizándose el edificio en 1867, año en que se iniciaron las observaciones astronómicas.
El Observatorio fue ubicado en las afueras de la Lisboa de entonces, en la actual Tapada da Ajuda, terrenos que fueron cedidos por el monarca y donde éste solía cazar. Desde su creación en el siglo XIX y durante gran parte del siglo XX, el Observatorio Astronómico de Lisboa destacó por su excelente labor en astrometría. Participó en varias campañas internacionales, incluida la campaña internacional de 1900-1901 cuyo objetivo era estimar con mayor precisión la unidad astronómica usando la oposición del recién descubierto asteroide Eros. También es de destacar la contribución del director Campos Rodrigues y otros astrónomos locales para producir un catálogo de estrellas de referencia de alta calidad. Los resultados de la OAL eran tan buenos que Lisboa se convirtió durante un tiempo en el único observatorio que obtenía datos de relevancia, realizándose hasta 3800 observaciones para elaborar dicho catálogo. No en vano, Campos Rodrigues recibió en 1904 el Premio Valz de la Academia Francesa de las Ciencias, por la excelente la labor realizada en Lisboa.

## Patrimonio
El Observatorio Astronómico de Lisboa está compuesto por un hermoso edificio central en las colinas de Ajuda con vistas al Tajo, además de dos pequeñas cúpulas exteriores al sur que albergan los instrumentos. Más allá de la cúpula central existen tres salas de observación astronómica, totalmente equipadas con los mejores instrumentos de la época y ventanas de observación. Dichas salas están ubicadas en las alas norte, este y oeste del edificio central.
El edificio central del Observatorio Astronómico de Lisboa consta de una sala circular, cuya bóveda ricamente trabajada soporta el peso del gran telescopio refractor ecuatorial con ocho columnas de gran tamaño. En los arcos entre las columnas podemos encontrar muchos relojes de péndulo que han estado midiendo el tiempo a lo largo de un siglo de existencia. A los pies de los grandes ventanales con vistas al parque podemos encontrar grandes mesas donde los astrónomos desarrollaban su trabajo de investigación. Existen, además, espaciosas salas que en dicha época servían para las clases, realización de cálculos, etc. Hoy en día estas salas se usan para talleres y actividades educativas para escolares.
Las tres salas de observación en el edificio son muy espaciosas y altas. Están revestidas de madera, con un espacio libre entre el revestimiento y las paredes de mampostería y techos. Este espacio se comunica con el exterior a través de aberturas permanentes. En los tejados también existen chimeneas de ventilación, a fin de favorecer el equilibrio de temperatura entre las salas y el exterior, favoreciendo así la calidad de las observaciones. El revestimiento es de madera debido a su excelente comportamiento térmico, además de ser un producto 100% ecológico y proporcionar al usuario un ambiente más acogedor en comparación con otros materiales. Las salas disponen de aberturas laterales en las paredes y el techo por medio de compuertas, gracias a un ingenioso mecanismo. Las compuertas, una vez abiertas, aportan una vista del cielo de acuerdo con el meridiano de Lisboa, desde el norte hasta el sur. 

## Museo e instrumentos
Es innegable el valor del OAL en términos de patrimonio cultural. Tanto el edificio como los instrumentos científicos que alberga componen un patrimonio histórico excepcional que nos ayuda a entender nuestras propias raíces y establecer un puente entre el pasado y el presente. La preservación histórica y patrimonial se lleva a cabo a través de visitas guiadas al Museo del OAL. Al comienzo de la visita, los invitados asisten a una presentación oral con el apoyo de diapositivas en Power Point que muestran la evolución de la astronomía desde el siglo XIX hasta la actualidad y remarcan las diferencias sustanciales que conllevaron los diferentes avances. Paralelamente, se relata la propia historia del OAL, que comenzó precisamente en la mitad de dicho siglo. A continuación de realiza una visita guiada a la zona del museo, mostrando y explicando los diversos instrumentos. Una de las principales sorpresas es que todos los instrumentos del OAL son todavía funcionales, a pesar de que nunca fueron modernizadas con motores eléctricos, piezas, componentes (engranajes, micrómetros, lentes, etc) o sistemas completos (control, motores, etc) mejores o más modernos. No obstante, es posible encontrar pequeñas alteraciones en algunos casos, si bien la mayoría de éstas se realizaron en la época del instrumento. En muy pocos casos encontramos máquinas modernas, como las cámaras introducidas en los años 60 o micrómetros de lectura junto al Círculo de Meridiano para tomar fotos de la declinación. También hay una nueva placa para el gran telescopio refractor ecuatorial, que incluye un micrómetro muy moderno construido en Niza en 1990 y que parcialmente se usa para estudiar las estrellas dobles. En la actualidad, los telescopios no están perfectamente alineados, ni ópticamente colimados, ni los relojes de péndulo están activos, si bien todavía se podría ajustar toda la instrumentación en caso de que alguien quisiera realizar observaciones nuevamente.
Lo mismo puede decirse sobre el edificio: todas las estructuras móviles siguen con el mismo funcionamiento de origen sin sufrir alteraciones ni sustituciones por materiales más modernos. Consecuentemente, se siguen sufriendo problemas tradicionales como las fugas de agua de lluvia en algunas cúpulas en las noches de mucho viento. Desgraciadamente, durante las obras realizadas en el año 2000 se eliminó por error la antigua instalación eléctrica, incluyendo las señales de tiempo que se conectaban a los telescopios a través del cuadro eléctrico, lo que fue una gran pérdida.
La "joya de la corona" de todos los telescopios (declaración subjetiva dada la belleza y el valor de todos ellos) es el Círculo Meridiano así como los accesorios auxiliares que todavía tiene. Considerando al OAL como una casa de pura astrometría, dicho telescopio debe llevarse gran parte del mérito del trabajo realizado aquí.

## Hora legal
Actualmente, la hora legal de Portugal se determina electrónicamente con cinco relojes atómicos que se protegen en un búnker del Observatorio Astronómico de Lisboa. 
El Observatorio proporciona la hora electrónicamente a través de Internet. Decenas de bancos, comerciantes, abogados y otros sectores se rigen por la hora legal para llevar a cabo sus actividades. 